# Hanamanhal, Dharwad
Hanamanhal là một làng thuộc tehsil Dharwad, huyện Dharwad, bang Karnataka, Ấn Độ.